# Jean Carmet
Jean Carmet (ur. 25 kwietnia 1920 w Bourgueil, zm. 20 kwietnia 1994 w Sèvres) – francuski aktor. Dwukrotnie (w 1983 i 1992) zdobył nagrodę Césara za najlepsze role drugoplanowe w filmach: Nędznicy (1982; reż. Robert Hossein) i Dziękuje ci życie (1991; reż. Bertrand Blier). W 1994 otrzymał trzecią statuetkę Césara za całokształt twórczości.
W Polsce znany jest głównie z popularnej komedii Kapuśniaczek (1981; reż. Jean Girault), gdzie stworzył pamiętną rolę u boku Louisa de Funèsa.
Aktor zmarł w 1994 roku, na 5 dni przed 74. urodzinami. Pochowany w Paryżu na Cmentarzu Montparnasse.

## Wybrana filmografia
- Piękna Amerykanka (1961) jako złodziej
- Światło księżyca w Maubeuge (1962) jako szofer
- Diabelskie sztuczki (1962) jako kloszard
- Wielki pan (1965) jako Paulo
- Idiota w Paryżu (1967) jako Ernest
- Tajemniczy blondyn w czarnym bucie (1972) jako Maurice
- Nieszczęścia Alfreda (1972) jako Paul
- Szczury Paryża (1974) jako Paul Bourru
- Powrót tajemniczego blondyna (1974) jako Maurice
- Czarne i białe w kolorze (1976) jako sierż. Bosselet
- Siódma kompania w świetle księżyca (1977) jako Albert
- Cukier (1978) jako Adrien Courtios
- Zimny bufet (1979) jako morderca
- Proboszcz z Tours (1980) jako ojciec Birotteau
- Kapuśniaczek (1981) jako Francis Cherasse „Krzywus”
- Nędznicy (1982) jako Thenardier
- W matni (1984) jako Socrate
- Zbiegowie (1986) jako pan Martin
- Gwoździk (1988) jako Scipion
- Dziękuje ci życie (1991) jako Raymond Pelleveau
- Germinal (1993) jako Vincent Bonnemort